# Správní obvod obce s rozšířenou působností Kaplice
Správní obvod obce s rozšířenou působností Kaplice je od 1. ledna 2003 jedním ze dvou správních obvodů rozšířené působnosti obcí v okrese Český Krumlov v Jihočeském kraji. Čítá 15 obcí.
Město Kaplice je zároveň obcí s pověřeným obecním úřadem, přičemž oba správní obvody jsou územně totožné.

## Seznam obcí
Poznámka: Města jsou vyznačena tučně, městyse kurzívou.
- Benešov nad Černou
- Besednice
- Bujanov
- Dolní Dvořiště
- Horní Dvořiště
- Kaplice
- Malonty
- Netřebice
- Omlenice
- Pohorská Ves
- Rožmitál na Šumavě
- Soběnov
- Střítež
- Velešín
- Zvíkov

## Obyvatelstvo
| Rok  | Obyv.  | ± %    |
| ---- | ------ | ------ |
| 1869 | 29 462 | —      |
| 1880 | 29 498 | +0,1 % |
| 1890 | 29 472 | −0,1 % |
| 1900 | 29 569 | +0,3 % |
| 1910 | 29 650 | +0,3 % |

| Rok  | Obyv.  | ± %     |
| ---- | ------ | ------- |
| 1921 | 28 141 | −5,1 %  |
| 1930 | 26 182 | −7 %    |
| 1950 | 12 762 | −51,3 % |
| 1961 | 14 086 | +10,4 % |
| 1970 | 14 515 | +3 %    |

| Rok  | Obyv.  | ± %     |
| ---- | ------ | ------- |
| 1980 | 16 170 | +11,4 % |
| 1991 | 17 885 | +10,6 % |
| 2001 | 18 885 | +5,6 %  |
| 2011 | 19 316 | +2,3 %  |
| 2021 | 19 118 | −1 %    |